# Alla Prodan
Alla Prodan (* 2. Dezember 1957; russisch Алла Продан) ist eine ukrainische Badmintonspielerin.

## Karriere
Alla Prodan wurde 1977 erstmals nationale Meisterin in Sowjetunion. Fünf weitere Titelgewinne folgten für die für Dnepropetrowsk startende Athletin bis 1982. 1980 sorgte sie für den ersten großen internationalen Erfolg des sowjetischen Badmintonsports, als sie sich bei der Badminton-Europameisterschaft 1980 gemeinsam mit Nadezhda Litvincheva Bronze im Damendoppel erkämpfen konnte. 1982 gewannen beide zusammen die Austrian International.